# MyInfo
MyInfo ist ein Personal Information Manager zum Sammeln, Organisieren, Bearbeiten und Suchen von Notizen, Web-Snippets, E-Mails etc.
MyInfo verwendet hierarchische und ordnerähnliche Strukturen sowie Tags, Kategorien und andere Metainformationen, um den Inhalt zu organisieren.